# Duda (football, 1947)
Pour les articles homonymes, voir Duda.
José Francisco Leandro Filho, plus communément appelé Duda, est un footballeur brésilien né le 4 août 1947 à Maceió. Il évolue au poste d'ailier droit.

## Biographie
Il débute dans le club du Sport Recife pour la saison 1970-1971,.
En 1971, il arrive au Portugal dans le club du Vitória Setúbal, club disputant la première division portugaise,. Il s'illustre avec cette équipe, en inscrivant un total de 57 buts en première division. Il réalise sa meilleure performance lors de la saison 1973-1974, où il inscrit 24 buts. Cette saison là, il est l'auteur de trois triplés, et cinq doublés. Cela fait alors de lui le deuxième meilleur buteur du championnat, derrière l'intouchable Héctor Yazalde et ses 46 buts.
Il découvre également avec le Vitória Setúbal la Coupe de l'UEFA. Il atteint les quarts de finale de cette compétition en 1973 puis à nouveau en 1974. Lors de la saison 1972-1973, il se met en évidence avec cinq buts inscrits en Coupe d'Europe, dont un doublé au premier tour face au club polonais du Zagłębie Sosnowiec. La saison suivante, il marque trois buts en Coupe d'Europe, dont un doublé en huitièmes face au club anglais de Leeds United.
Lors de la saison 1975-1976, il évolue dans le club espagnol du Séville FC,. Il dispute avec cette équipe, 13 matchs en Primera División, avec un seul but, face à l'UD Salamanque.
Après une seule saison avec le club sévillan, il devient un joueur du FC Porto. Avec le club Portista, il est notamment champion du Portugal à deux reprises, en 1978 puis en 1979,.
Avec le FC Porto, il atteint les quarts de finale de la Coupe des coupes en 1978. Il s'illustre lors de cette compétition, avec un triplé inscrit face au club anglais de Manchester United, lors des huitièmes de finale. Il découvre également la Coupe d'Europe des clubs champions (six matchs, un but).
Il retourne ensuite au Vitória Setúbal en 1981, puis évolue dans le club du FC Famalicão pour la saison 1982-1983,.
Il finit sa carrière dans des clubs des divisions inférieures portugaises,.
Il dispute au total 216 matchs pour 89 buts marqués en première division portugaise, et ceci durant 10 saisons.

## Palmarès
Avec le FC Porto :
- Champion du Portugal en 1978 et 1979
- Vice-champion du Portugal en 1980 et 1981
- Vainqueur de la Coupe du Portugal en 1977
- Finaliste de la Coupe du Portugal en 1978, 1980 et 1981
- Finaliste de la Supercoupe du Portugal en 1979

Avec le Vitória Setúbal  :
- Vice-champion du Portugal en 1972
- Finaliste de la Coupe du Portugal en 1973